# コパ・パウリスタ
コパ・パウリスタ・ジ・フチボウ (Copa Paulista de Futebol) はサンパウロ州サッカー連盟が一年の下半期に毎年開催しているサッカーのカップ戦である。旧称はコパFPF (Copa FPF) 。全国選手権に参加していないサンパウロ州のクラブと全国選手権参加クラブのリザーブチームが参加する。
大会名はこれまでに数回変更されており、2001年はスポンサーの協賛によりコパ・コカ・コーラ (Copa Coca-Cola) 、2002年はコパ・フチボウ・インテリオール (Copa Futebol Interior) 、2003年はコパ・エスタード・ド・サンパウロ (Copa Estado de São Paulo)、2004年から2007年までコパFPF (Copa FPF)、2008年より現在のコパ・パウリスタ・ジ・フチボウとなっている
2002年は西部地域のコパ・ド・インテリオール (Copa do Interior) と東部地域のコパ・マウロ・ラモス (Copa Mauro Ramos) の2つのカップ戦が開催され、サンパウロ州サッカー連盟公式サイトの歴代優勝チームリストでは前者のみが掲載されている
。
2005年以降、大会の優勝チームには翌年のコパ・ド・ブラジル出場権が与えられる。2007年から2010年まではレコパ・スウ＝ブラジレイラの出場権も与えられた。

## フォーマット
2005年大会では、出場する28クラブはまず7クラブずつ4グループに分けられ、各クラブはグループ内の他のチームと2回総当り戦を行う。各グループの上位4チームが第2ステージに進出する。第2ステージおよび決勝は2試合制で行われる。
2005年大会では、出場する32クラブはまず8クラブずつ4グループに分けられ、各クラブはグループ内の他のチームと2回総当り戦を行う。各グループの上位4チームが第2ステージに進出する。第2ステージおよび決勝は2試合制で行われる。